# Tugali colvillensis
Tugali colvillensis là một loài ốc biển nhỏ or limpet, là động vật thân mềm chân bụng sống ở biển trong họ Fissurellidae, the keyhole and slit limpets.